# Amblyglyphidodon
Amblyglyphidodon is een geslacht van straalvinnige vissen uit de familie van rifbaarzen of koraaljuffertjes (Pomacentridae). Het geslacht is voor het eerst wetenschappelijk beschreven in 1877 door Bleeker.

## Soorten
De volgende soorten zijn bij het geslacht ingedeeld:
- Amblyglyphidodon aureus (Cuvier, 1830)
- Amblyglyphidodon batunai (Allen, 1995)
- Amblyglyphidodon curacao (Bloch, 1787)
- Amblyglyphidodon flavilatus (Allen & Randall, 1980)
- Amblyglyphidodon indicus (Allen & Randall, 2002)
- Amblyglyphidodon leucogaster (Bleeker, 1847) – Geelbuikjuffertje
- Amblyglyphidodon melanopterus (Allen & Randall, 2002)
- Amblyglyphidodon orbicularis (Hombron & Jacquinot, 1853)
- Amblyglyphidodon ternatensis (Bleeker, 1853)